# 和泉大宮站
和泉大宮站（日语：／ Izumi-ōmiya eki */?）是屬於南海電氣鐵道（南海電鐵）南海本線的鐵路車站，位於日本大阪府岸和田市。

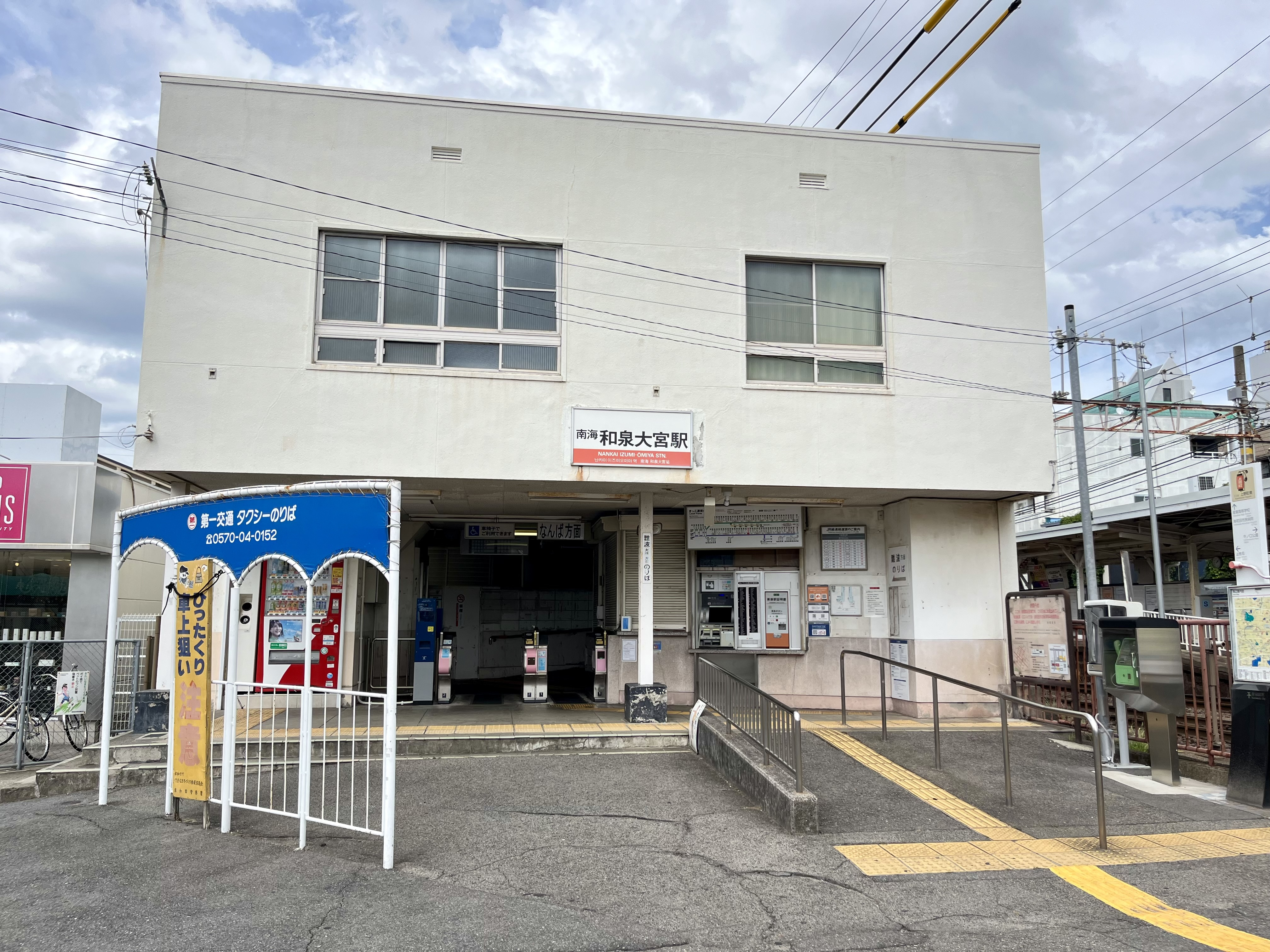
往難波方向的站房（2024年8月）

## 歷史
- 1937年（昭和12年）4月10日 - 此站啟用。
- 1944年（昭和19年）6月1日 - 車站因公司合併成為近畿日本鐵道之車站。
- 1947年（昭和22年）6月1日 - 車站因業權轉讓重新成為南海電氣鐵道之車站。

## 車站構造
對向式月台2面2線的地面車站。

### 月台配置
| 月台 | 路線   | 方向 | 目的地                                              |
| ---- | ------ | ---- | --------------------------------------------------- |
| 1    | 南海線 | 下行 | 岸和田、泉佐野、和歌山市方向 （機場線）關西機場方向 |
| 2    | 南海線 | 上行 | 堺、新今宮、難波方向                                |

## 相鄰車站
南海電氣鐵道
南海本線
■特急南方、■急行、■機場急行、■區間急行
通過
■準急（只限往難波運行）、■普通
春木（NK22）－和泉大宮（NK23）－岸和田（NK24）

## 外部連結
- 和泉大宮 - 南海電氣鐵道